# Madrid, Mexiko
Madrid är en ort i Mexiko.   Den ligger i kommunen Tecomán och delstaten Colima, i den södra delen av landet, 500 km väster om huvudstaden Mexico City. Madrid ligger 183 meter över havet och antalet invånare är 4 411.
Terrängen runt Madrid är varierad. Runt Madrid är det ganska tätbefolkat, med 124 invånare per kvadratkilometer. Närmaste större samhälle är Tecoman, 18,6 km söder om Madrid. Omgivningarna runt Madrid är en mosaik av jordbruksmark och naturlig växtlighet.